# Leandro Bolmaro
Leandro Nicolás Bolmaro (ur. 11 września 2000 w Las Varillas) – argentyński koszykarz, włoskiego pochodzenia, występujący na pozycji rzucającego obrońcy, olimpijczyk z Tokio 2020.
18 września został zawodnikiem Minnesoty Timberwolves. 6 lipca 2022 został wytransferowany do Utah Jazz. 16 lutego 2023 opuścił klub.

## Kariera reprezentacyjna
Znalazł się w składzie reprezentacji Argentyny na igrzyska olimpijskie w Tokio w 2021, gdzie Argentyńczycy byli 7. Był to jego debiut na seniorskiej imprezie międzynarodowej.

## Osiągnięcia
Stan na 17 lutego 2023, na podstawie, o ile nie zaznaczono inaczej.

### Drużynowe
- Mistrz Hiszpanii (2021)
- Zdobywca Pucharu Hiszpanii (2021)

### Indywidualne
- Najbardziej spektakularny zawodnik ACB (2021)
- Zaliczony do składu najlepszych młodych zawodników ACB (2021)
- Uczestnik meczu wschodzących gwiazd – Nike Hoop Summit (2018)

### Reprezentacja
Seniorska
- Uczestnik igrzysk olimpijskich (2020 – 7. miejsce)

Młodzieżowa
- Wicemistrz Ameryki Południowej U–17 (2017)
- Uczestnik mistrzostw świata U–19 (2019 – 11. miejsce)